# St. Johannis (Ellrich)

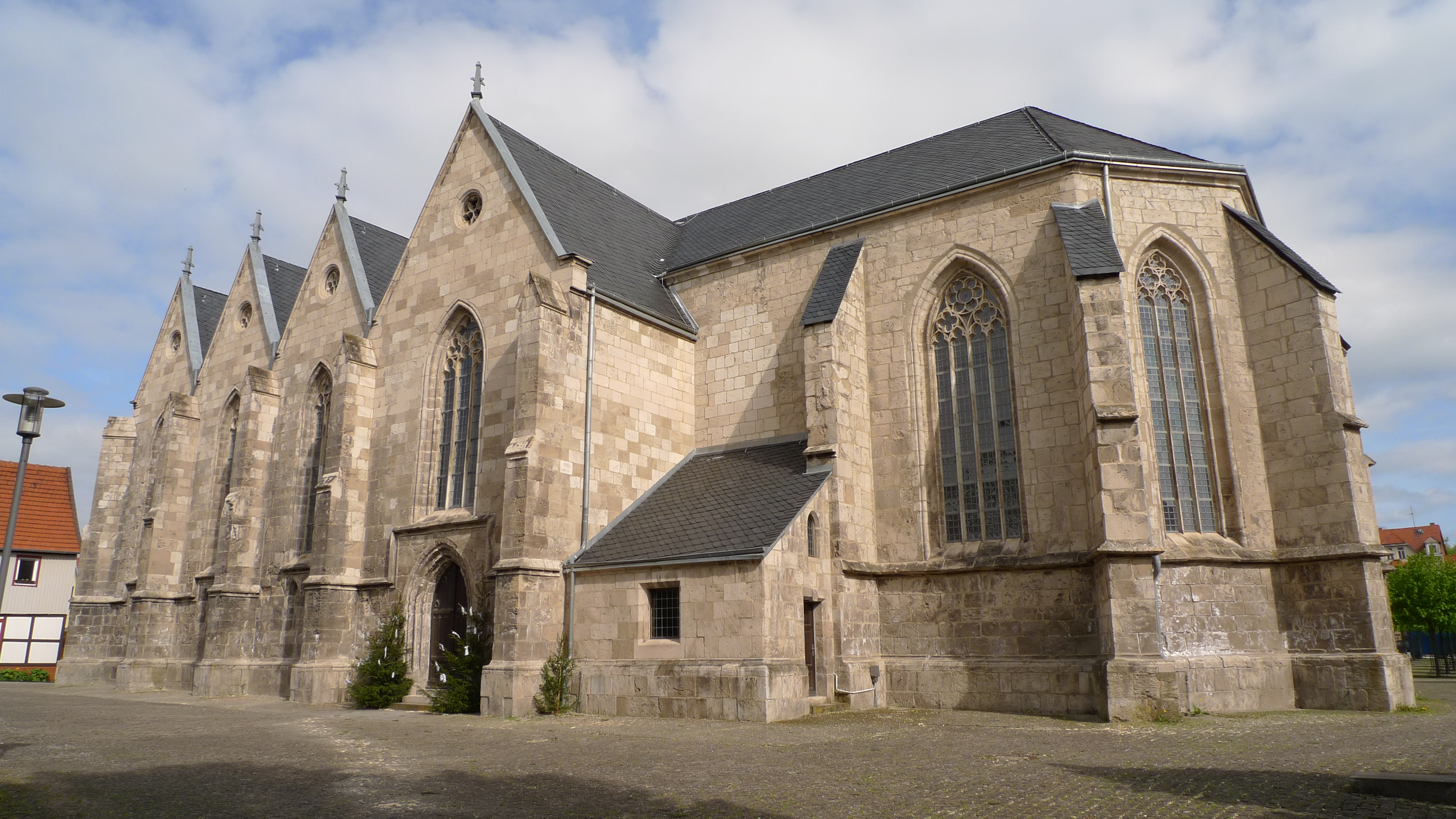
Ansicht von Südosten (2010)

Die evangelische Marktkirche St. Johannis steht in der Stadt Ellrich im Landkreis Nordhausen in Thüringen.

## Geschichte
Die Geschichte der dreischiffigen Hallenkirche mit dreiseitig geschlossenem Chor und nördlich angefügter ehemaliger Taufkapelle geht auf das Jahr 950 zurück, als sie von der Königin Mathilde, der Gattin des Königs Heinrich I., neu erbaut wurde. Die Kirche fiel mehrfach Stadtbränden zum Opfer und wurde immer wieder aufgebaut; zuletzt 1860.

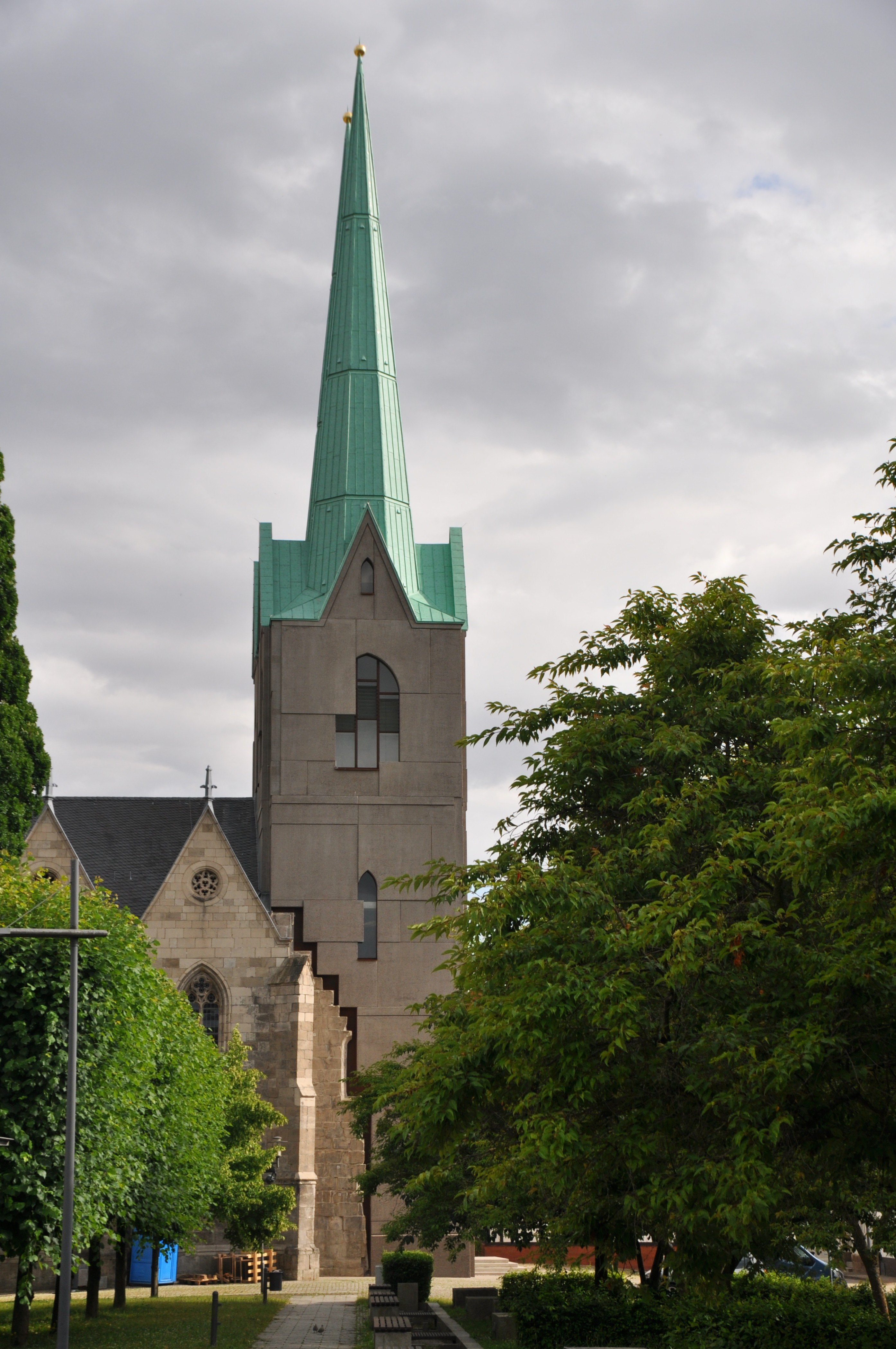
Neuerbauter Glockenturm (2025)

Bei einem Blitzschlag am 12. Juni 1907 wurde das Gotteshaus erneut stark beschädigt. Der Kirchturm brannte nieder, auch das Kirchenschiff wurde in Mitleidenschaft gezogen. Fehler beim Wiederaufbau veranlassten die Behörden, das Gotteshaus 1958 bauaufsichtlich zu sperren und in den 1960er-Jahren den Turm abtragen zu lassen.
Ab 1991 erfolgte eine Sanierung der Kirche, die Wiedereinweihung war 2008. Seitdem ist St. Johannis wieder in Benutzung. Der Baukörper steht unter Denkmalschutz.
Ein Förderverein „Wiederaufbau Glockenturm“ wurde gegründet. Für den Wiederaufbau des Turms bis 2024 wurde am 24. Juni 2021 von Ministerpräsident Bodo Ramelow ein Bescheid über 3,1 Millionen Euro aus PMO-Mitteln übergeben.
Die Kirche ist Teil eines Modellprojektes der EKM zur künftigen Nutzung der Bauwerke. Unter der Leitung des Schweizer Künstlers Jürg Montalta wurden Hörkreise durchgeführt, die sich mit der Vergangenheit der Gemeinde befassten. In einer Werkstattwoche testete die Kirchengemeinde eine vielfältige Nutzung des Innenraumes. In dieser Woche wurde in der Kirche Tischtennis gespielt, Pizza gebacken, Ausstellungen und Lesungen durchgeführt und gemeinsam gekocht und gegessen. Gemeinsam mit dem Bürgermeister konnte anschließend der Innenraum zu einem Möglichkeitsraum umgestaltet und am 1. Dezember 2022 eingeweiht werden. In den Folgejahren soll mit Hilfe einer Architektin eine Möbellandschaft entstehen, mit der im Innenraum ein Atelier, eine Werkstatt, ein Markt oder ein Theater umgewandelt werden kann.

## Ausstattung

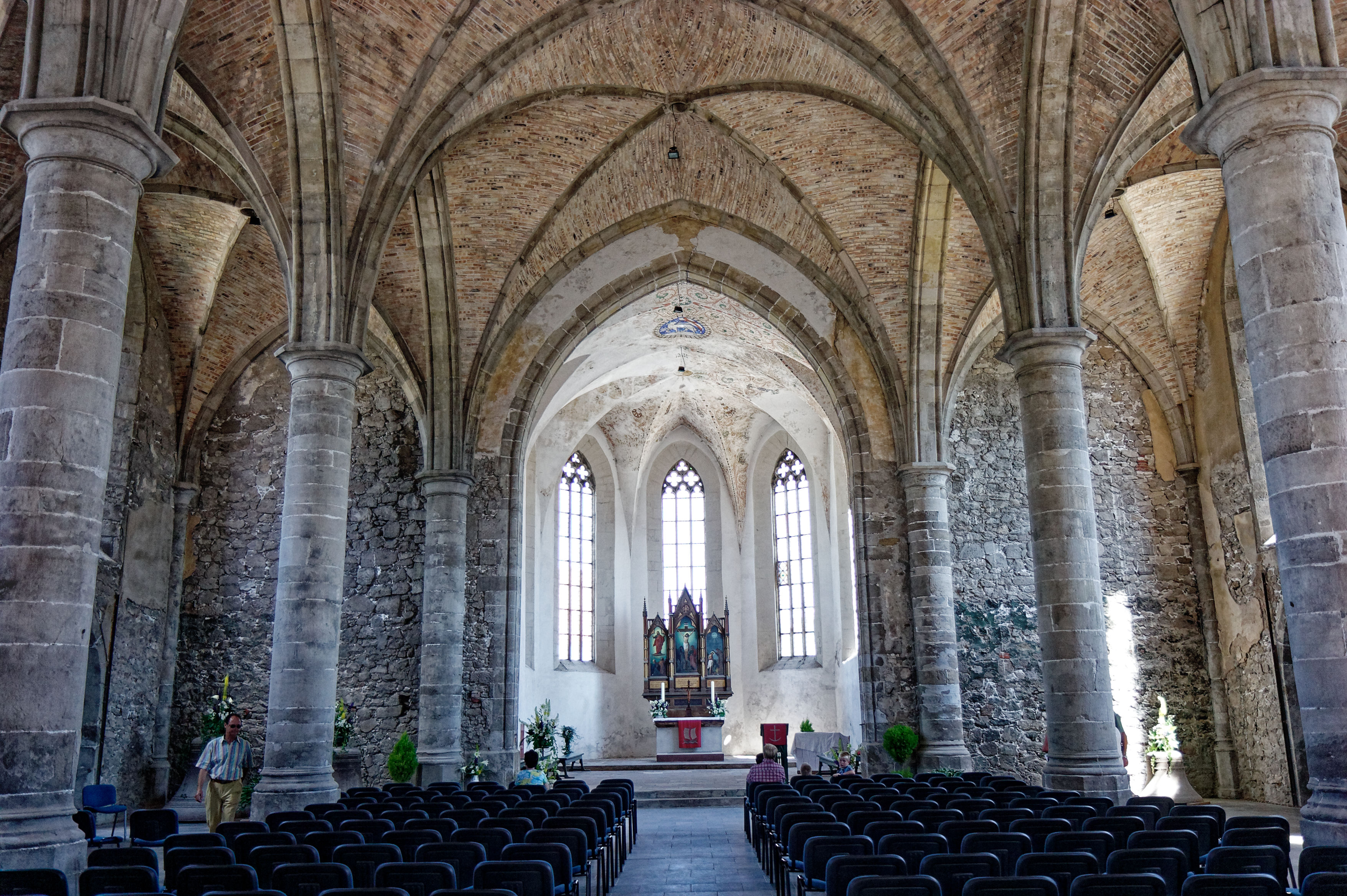
2008 mit modernem Gestühl

St. Johannis hat einen neugotischen Altar aus dem 19. Jahrhundert der in drei Spietzgiebel geteilt ist, darin bildliche Darstellungen, in der Mitte der Gekreuzigte. Auf dem Altartisch stehen zwei Bronzekandelaber aus dem 18. Jahrhundert.
Vier Glocken aus Gussstahl vom Bochumer Gussstahlverein aus dem Jahr 1907 sind in der Kirche aufgestellt, die große Glocke wiegt 2313 Kilogramm. Im nördlichen Seitenschiff hängt eine Gemäldekopie „Opferung Isaaks“ des holländischen Meisters Jan Lievens sowie eine weitere Gemäldekopie aus dem 19. Jahrhundert. Ein Spitzbogenfenster mit Maßwerk im oberen Teil, zeigt in den unteren zwei Feldern Martin Luther und Philipp Melanchthon.